# Спортивный стадион Антуанетты Табман

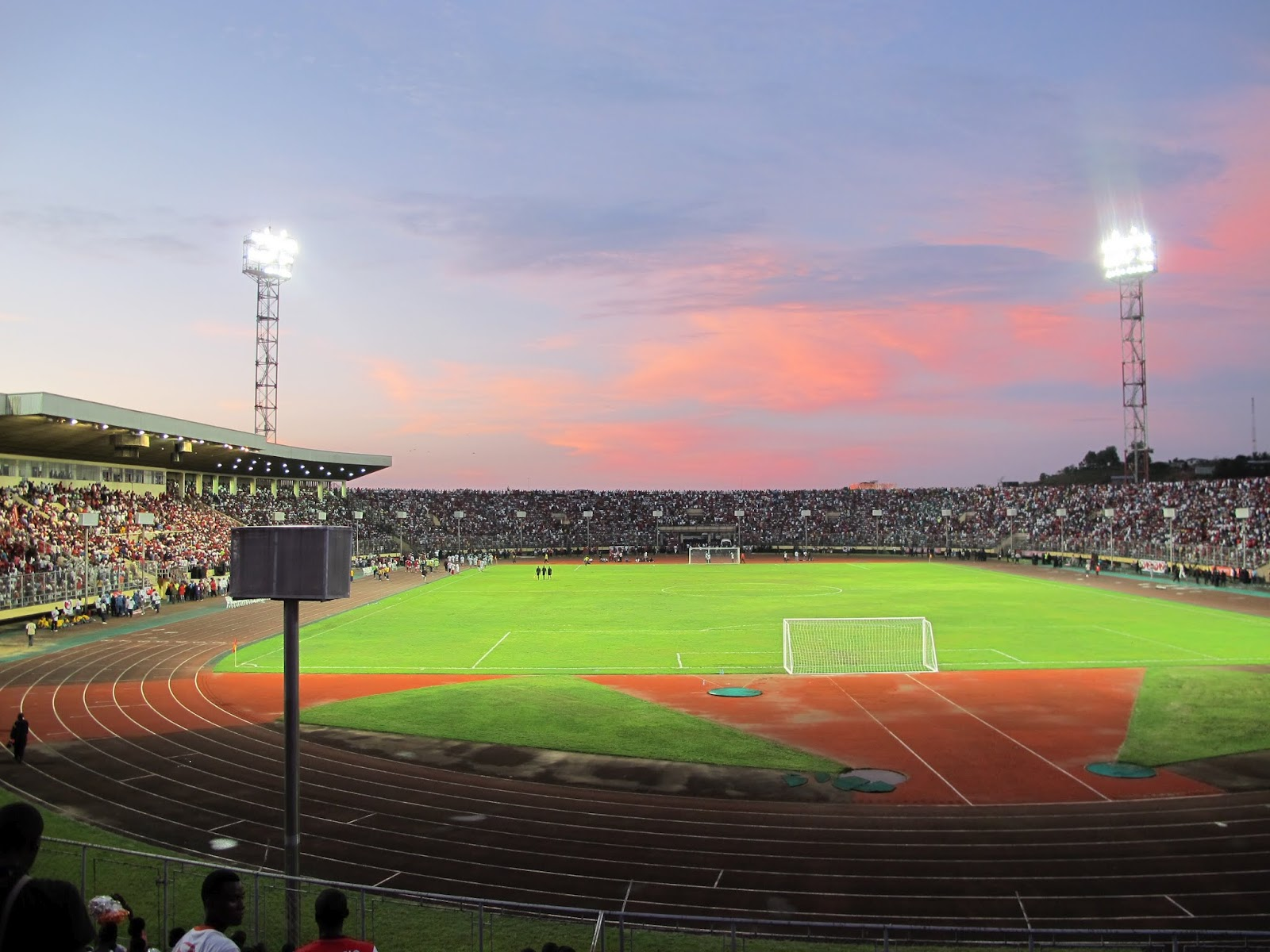
Стадион Антуанетты Табман в Монровии

Спортивный стадион Антуанетты Табман (англ. Antoinette Tubman Stadium) — многоцелевой стадион, расположенный в либерийской столице г. Монровия. Назван в честь Антуанетты Табман, жены бывшего президента Либерии Уильяма Табмена (1944—1971).
Расположен в центре столицы Монровии. С 2001 года стадион оборудован искусственным покрытием, созданным при финансовой поддержке ФИФА (проекты GOAL).
Используется в основном для футбольных матчей и является местом проведения домашних игр либерийских клубов. Здесь также проходили крупные политические события и церковные праздники.
Стадион вмещает 10 000 зрителей. Принадлежит Футбольной ассоциации Либерии. Сотрудничает с такими организациями, как Западноафриканский футбольный союз (WAFU), Африканская конфедерация футбола и FIFA.
В 2014 году был переоборудован в отделение для лечения заболевших лихорадкой Эбола.